# Мъртви от лято
„Мъртви от лято“ е американски телевизионен сериал създаден от Адам Хороуиц, Едуард Китсис и Иън Голдбърг за Фриформ. Сериалът се развива в лагер Kлиъруотър, 1980. Премиерата на сериала е на 28 юни 2016 г.

## Сюжет
Годината е 1980, група ученици прекарват лятната си ваканция в лагера „Клиъруотър“, но неговата мрачна, древна митология постепенно се пробужда. Това, което би трябвало да е едно приятно и забавно лято, се превръща в низ от ужасяващи моменти и срещи със злото на всеки ъгъл. 

## Герои

### Главни
- Елизабет Мичъл – Дебора Карпентър
- Елизабет Лаил – Ейми Хюгес
- Амбер Кони – Каролина „Крикет“ Диаз
- Алберто Фреза – заместник-шериф Гарет „Селячето“ Скайс
- Ели Горее – Джоел Гуудсън
- Марк Инделицато – Блеър Рамос
- Ронен Рубинстейн – Алекс Полел(истинско име: Алекси Фаивнов)
- Паулина Сингер – Джеси „Брекети“ Тайлър
- Зелда Уилямс – Дрю Ревес

#### Гост-звезди
- Зачари Гордън – Джейсън „Блотър“
- Чарълс Мезуре – Шериф Хеелън
- Тони Тод – Високия мъж

## Списък с епизоди
| № | # | Заглавие                                                   | Режисура        | Сценарий                                   | Първо излъчване   | Първо излъчване   | Рейтинг (в милиони) |
| --- | - | ---------------------------------------------------------- | --------------- | ------------------------------------------ | ----------------- | ----------------- | ------------------- |
| 1 | 1 | Търпение ("Patience")                                      | Адам Хороуиц    | Едуард Китсис, Адам Хороуиц и Иън Голдбърг | 28 юни 2016 г.    | 28 юни 2016 г.    | 0.63                |
| През лятото на 1989, детски приятели и лагерния директор отиват в лагер Клиъруотър, 3 дена преди лагера да е отворил. Ейми за пръв път отива в лагера и за това тя се вижда като аутсайдер. Чистача на лагера мистериозно се открива мъртъв. В ретроспекция, Ейми се премества в ново училище и се запознава с партньора си по Химия, Марго която я кара да дойде с нея на лагера. Както и да е Марго пада към смъртта си на едно парти. |   |                                                            |                 |                                            |                   |                   |                     |
| 2 | 2 | Очите на Барни Рубъл ("Barney Rubble Eyes")                | Рон Ундърлууд   | Иън Голдбърг                               | 5 юли 2016 г.     | 5 юли 2016 г.     | 0.49                |
| Лагерниците пристигат в лагер Клиъруотър. Антон, руски лагерник причинява проблеми с мистериозното си изчезване. В ретроспекция, Алекс имигрира в Америка от Съвѐтския съю̀з през 1977 и променя името си от Алексис Флавинов в Алекс Поуел. |   |                                                            |                 |                                            |                   |                   |                     |
| 3 | 3 | Касета ("Mix Tape")                                        | Мик Гарис       | Едуард Китсис и Адам Хороуиц               | 12 юли 2016 г.    | 12 юли 2016 г.    | 0.48                |
| Съветниците в лагера имат свободна вечер. Крикет решава да накара Алекс да я ревнува за това флиртува с Деймън, но нещата се объркват когато Деймън се опитва да се възползва от Крикет. Джеси се опитва да пре-създаде стария романс с Гарет. Гарет се рови в историята на лагер и езерото. Ейми бива ударена от светкавица. В ретроспекция, Крикет хваща баща ѝ да изневерява на майка ѝ.                                              |   |                                                            |                 |                                            |                   |                   |                     |
| 4 | 4 | Модерна Любов ("Modern Love")                              | Тара Никол Леър | Едуард Китсис и Адам Хороуиц               | 19 юли 2016 г.    | 19 юли 2016 г.    | Неизвестно          |
| |   |                                                            |                 |                                            |                   |                   |                     |
| 5 | 5 | Как да оцелеем в гората ("How to Stay Alive in the Woods") | Нормън Бъкли    | Ерин Махер и Кай Реиндъл                   | 26 юли 2016 г.    | 26 юли 2016 г.    | Неизвестно          |
| |   |                                                            |                 |                                            |                   |                   |                     |
| 6 | 6 | Редът гори ("The Dharma Burns")                            | Неизвестно      | Неизвестно                                 | 2 август 2016 г.  | 2 август 2016 г.  | Неизвестно          |
| |   |                                                            |                 |                                            |                   |                   |                     |
| 7 | 7 | Селяче ("Townie")                                          | Неизвестно      | Неизвестно                                 | 9 август 2016 г.  | 9 август 2016 г.  | Неизвестно          |
| |   |                                                            |                 |                                            |                   |                   |                     |
| 8 | 8 | Дяволът вътре ("The Devil inside")                         | Неизвестно      | Неизвестно                                 | 16 август 2016 г. | 16 август 2016 г. | Неизвестно          |
| |   |                                                            |                 |                                            |                   |                   |                     |